# Авир-Сірми
Авир-Сі́рми (рос. Авыр-Сирмы, чув. Авăр Çырми) — присілок у складі Вурнарського району Чувашії, Росія. Входить до складу Азімсірминського сільського поселення.
Населення — 107 осіб (2010; 133 у 2002).
Національний склад:
- чуваші — 99 %